# Clark Point (Südgeorgien)
Der Clark Point ist eine Landspitze an der Nordküste Südgeorgiens. Sie markiert die nördliche Begrenzung der Einfahrt zur Saint Andrews Bay.
Wissenschaftler auf der Endurance nahmen um 1999 eine Vermessung vor. Das UK Antarctic Place-Names Committee benannte sie 2002. Namensgeber ist der britische Ornithologe Gerald Stanley Clark (1927–1999), Leiter der Totorore-Expedition (1983–1986) nach Süd-Chile und Südgeorgien zur vogelkundlichen Bestandserhebung in diesen Gebieten.